# Bezirksmuseum Leopoldstadt

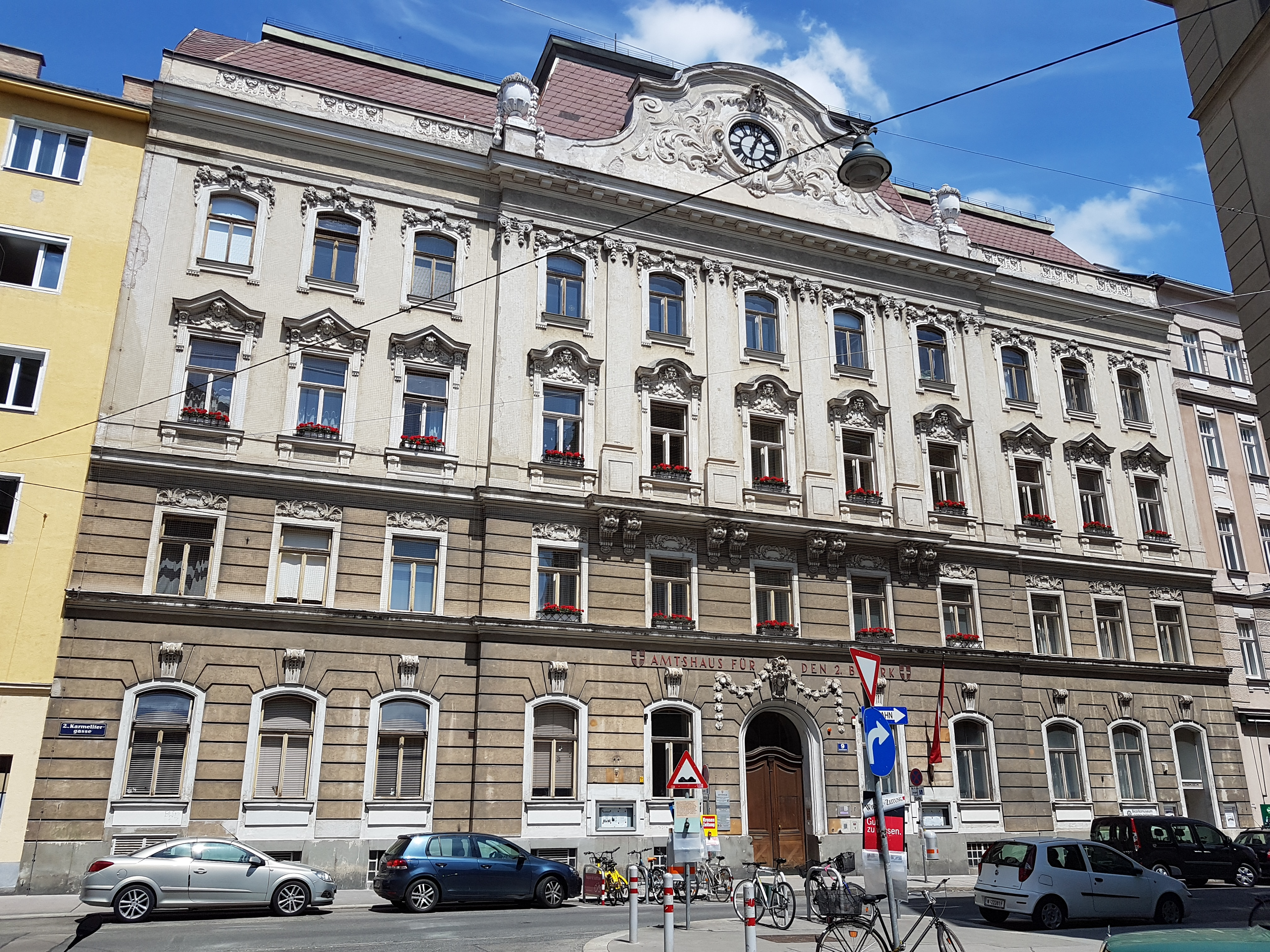
Magistratisches Bezirksamt Leopoldstadt, Sitz des Museums

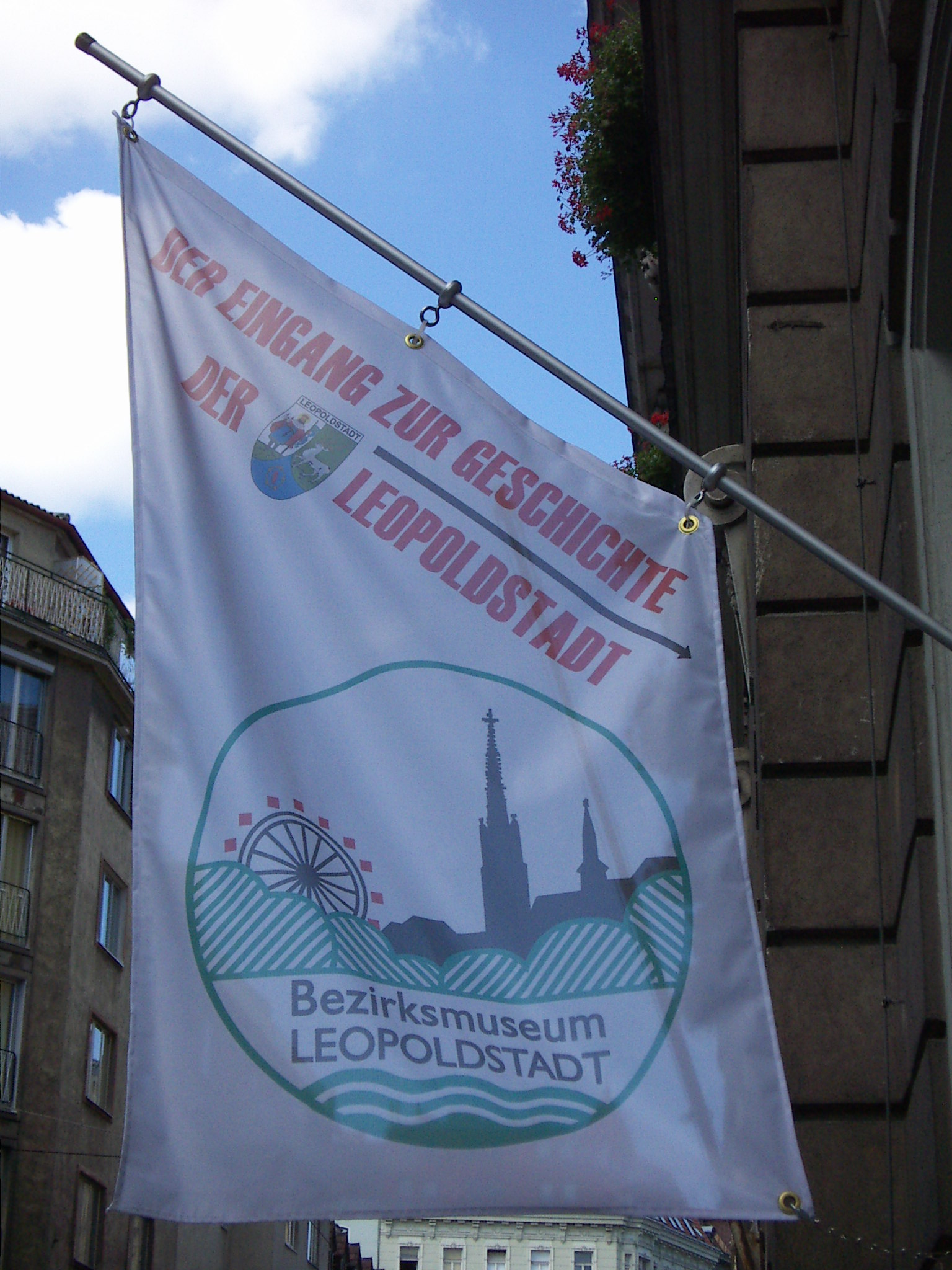
Fahne beim Eingang

Das Bezirksmuseum Leopoldstadt ist das Bezirksmuseum im 2. Wiener Gemeindebezirk, der Leopoldstadt. 

## Geschichte
Das Bezirksmuseum Leopoldstadt wurde 1963 auf Initiative des damaligen Bezirksvorstehers Hubert Hladej in dem Amtshaus eröffnet, in dem sich Bezirksvorstehung, Bezirksvertretung und Magistratisches Bezirksamt befinden. Die Adresse ist Karmelitergasse 9. Das Museum befindet sich im Hochparterre und erstreckt sich über 350 m², wovon etwa 200 m² mit Sonderausstellungen immer wieder neu präsentiert werden. Ziel des Bezirksmuseums ist die Darstellung der Geschichte der Leopoldstadt. 

## Sammlungen
Das Bezirksmuseum Leopoldstadt verfügt über mehr als 7000 Exponate. Ausstellungsschwerpunkte sind „Die Juden in der Leopoldstadt“, „Die alte Leopoldstadt“, „Die Revolution von 1848“ und „Der Nordbahnhof“. Des Weiteren gibt es viele fotografische Ansichten von 1769 (Daniel Huber). Ein weiterer Saal befasst sich mit den Grünflächen des Bezirkes. Zur Leopoldstadt gehört der geschichtsträchtige Wiener Prater mit dem Wiener Riesenrad.

## Kooperation
Das Bezirksmuseum ist Mitglied der Arbeitsgemeinschaft der Wiener Bezirksmuseen und arbeitet mit dem Wien Museum, dem früheren Historischen Museum der Stadt Wien, zusammen.